# Nigel Levine
Nigel Levine, né le 30 avril 1989 à San Fernando (Trinité-et-Tobago), est un athlète britannique spécialiste du 400 mètres.

## Carrière
Il se révèle durant les Championnats d'Europe juniors 2007 d'Hengelo en se classant quatrième du 400 mètres et en remportant le titre du relais 4 × 400 mètres. En 2008, il fait partie du relais britannique médaillé d'argent du 4 × 400 mètres lors des Championnats du monde juniors de Bydgoszcz.
Il dispute sa première compétition internationale senior en début d'année 2009 à l'occasion des Championnats d'Europe en salle de Turin, terminant deuxième du 4 × 400 m aux côtés de ses coéquipiers britanniques, derrière l'équipe d'Italie. En juillet 2009, Nigel Levine monte sur la deuxième marche du podium du 400 mètres des Championnats d'Europe espoirs se déroulant à Kaunas. Auteur d'un record personnel à 45 s 78, il est devancé en finale par le Français Yannick Fonsat.
En début d'année 2010, durant les Championnats du monde en salle de Doha, Nigel Levine remporte la médaille de bronze du relais 4 × 400 mètres en compagnie de Conrad Williams, Christopher Clarke et Richard Buck. L'équipe britannique est devancée par les États-Unis et la Belgique et profite des abandons de la Jamaïque et des Bahamas, ainsi que de la disqualification de la République dominicaine, autres équipes engagées en finale.
Le 17 janvier 2017, Nigel Levine est impliqué dans un accident de la route en compagnie de James Ellington, à l'occasion d'un stage à Tenerife. Les 2 athlètes, grièvement blessés, sont touchés aux jambes et au bassin. 

### Test-dopage positif
En décembre 2017, il est révélé que Nigel Levine a été testé positif au clenbuterol. Il est suspendu 4 ans par l'IAAF, jusqu'au 12 décembre 2021.

## Palmarès
| Date | Compétition                    | Lieu             | Résultat | Épreuve   |
| ---- | ------------------------------ | ---------------- | -------- | --------- |
| 2007 | Championnats d'Europe juniors  | Hengelo          | 4e       | 400 m     |
| 2007 | Championnats d'Europe juniors  | Hengelo          | 1er      | 4 × 400 m |
| 2008 | Championnats du monde juniors  | Bydgoszcz        | 2e       | 4 × 400 m |
| 2009 | Championnats d'Europe en salle | Turin            | 2e       | 4 × 400 m |
| 2009 | Championnats d'Europe espoirs  | Kaunas           | 2e       | 400 m     |
| 2010 | Championnats du monde en salle | Doha             | 3e       | 4 × 400 m |
| 2011 | Championnats d'Europe en salle | Paris            | 2e       | 4 × 400 m |
| 2011 | Championnats d'Europe espoirs  | Ostrava          | 1er      | 400 m     |
| 2011 | Championnats d'Europe espoirs  | Ostrava          | 1er      | 4 × 400 m |
| 2011 | Championnats du monde          | Daegu            | 7e       | 4 × 400 m |
| 2012 | Championnats du monde en salle | Istanbul         | 2e       | 4 × 400 m |
| 2012 | Championnats d'Europe          | Helsinki         | 2e       | 4 × 400 m |
| 2013 | Championnats d'Europe en salle | Göteborg         | 2e       | 400 m     |
| 2013 | Championnats d'Europe en salle | Göteborg         | 1er      | 4 × 400 m |
| 2013 | Ligue de diamant               | Ligue de diamant | 7e       | 400 m     |
| 2014 | Championnats du monde en salle | Sopot            | 2e       | 4 × 400 m |
| 2014 | Relais mondiaux de l'IAAF      | Nassau           | 4e       | 4 × 400 m |
| 2014 | Championnats d'Europe          | Zurich           | 1re      | 4 × 400 m |

## Records
| Épreuve | Épreuve      | Performance | Lieu       | Date                            |
| ------- | ------------ | ----------- | ---------- | ------------------------------- |
| 400 m   | En plein air | 45 s 11     | Oslo       | 7 juin 2012                     |
| 400 m   | En salle     | 45 s 71     | Birmingham | 18 février 2012 15 février 2014 |